# Cinctonema papillatum
Cinctonema papillatum är en rundmaskart som beskrevs av Timm 1962. Cinctonema papillatum ingår i släktet Cinctonema och familjen Desmodoridae. Inga underarter finns listade i Catalogue of Life.